# KMW+Nexter Defense Systems
KMW+Nexter Defense Systems (KNDS) — спільне підприємство двох європейських виробників бронетехніки — німецької фірми Krauss-Maffei Wegmann і французької Nexter Systems. Krauss-Maffei Wegmann виробляє танки, а Nexter — артилерію.  

## Історія
29 липня 2015 року у Парижі дві компанії остаточно домовилися про створення спільного концерну на паритетній основі. Початково проєкт називався KANT (англ. KMW And Nexter Together — «KMW та Nexter разом»). Штаб-квартиру концерну розмістять в Амстердамі. Операція буде завершена до січня 2016 року, обидва учасники отримають у проєкті частку по 50 відсотків.
Злиття стало однією з найбільших подібних угод на оборонному ринку Євросоюзу і створює на ньому нового сильного гравця в секторі озброєнь для сухопутних військ. Концерн забезпечений портфелем замовлень на суму в 9 мільярдів євро при загальному рівні річних продажів понад 2 мільярдів євро. На його підприємствах працюватимуть близько 6000 осіб.
Однією з причин, що підштовхнули компанії до об'єднання, як стверджують у французькому військовому відомстві, стало бажання зміцнити експортний напрям роботи обох фірм. У структурі продажів Nexter частка поставок для інозамовників становить 56%, у структурі продажів KMW вона доходить до 80 відсотків. На цілому ряді тендерів з постачання техніки сухопутних військ компанії донедавна виступали як конкуренти.

## Україна
У березні 2024 року Париж та Берлін досягли угоди для дозволу компанії KNDS створити філію в Україні. 7 червня KNDS офіційно оголосив про плани збудувати завод в Україні. Представники концерну KNDS та української компанії ENMEK підписали дві декларації. Перша декларація стосується створення в Україні центру технічного обслуговування САУ Caesar, а друга передбачає впровадження 3D-друку для виготовлення запасних частин.
1 жовтня 2024 року компанія повідомила про відкриття української філії KNDS Ukraine LLC. Окрім взаємодії з українським урядом, компанія відповідатиме за обслуговування техніки та озброєнь виробництва концерну, зокрема: танків Leopard 1 та 2, САУ CAEASR та Panzerhaubitze 2000, машин AMX10 RC, зенітних установок Gepard тощо.

## Розробки
- У червні 2022 року компанія презентувала EMBT (Enhanced Main Battle Tank) — демонстратор технологій новітнього ОБТ[15][16].